# FileZilla Server
FileZilla Server is FTP-serversoftware (FTP-daemon) waarmee bestanden kunnen gehost worden. De gehoste bestanden kunnen vervolgens via FTP benaderd worden.
Deze software is beschikbaar voor Windows. Het is een alternatief voor Internet Information Services (IIS, Windows) van Microsoft en vsftpd (Unix-systemen).

## Functies
- Via FTP bestanden toevoegen, verwijderen en overschrijven (uploaden)
- Bestanden opvragen via FTP (downloaden)